# Байер, Ханс-Файт
Ханс-Файт Байер (нем. Beyer, Hans-Veit, 18 августа 1937, Берлин — 16 апреля 2011, Екатеринбург) — немецкий историк-медиевист, специалист по истории Византии, истории средневековья в Причерноморье. Доктор наук (1985). Работал с 1995 года по приглашению в Уральском государственном университете им. А. М. Горького, где создал научную школу по этому направлению.

## Биография
Родился 18 августа 1937 года в Берлине. Отец Friedrich Beyer, мать Agnes (Zepp) Beyer. Поступил в Свободный университет Западного Берлина (Freie Universität) в 1959 году. Специализировался на античной филологии и философии, славистике, византиноведению. В 1961—1963 годах учился в Афинском университете (Εθνικό και Καποδιστριακό Πανεπιστήμιο Αθηνών). С 1966 года принят на работу в Свободный университет Западного Берлина, сотрудничал в Новогреческом и Византийском семинаре. Диссертация «О деле, упомянутом в речи Демосфена в защиту Формиона» (1969). В 1970 году был приглашен профессором Г. Хунгером в Вену, доцент Венского университета (Institut für Byzantinistik und Neogräzistik). Научным сотрудником Австрийской академии наук в Комиссии по византийским исследованиям и Комиссии по изданию «Просопографического лексикона палеологовского времени»). В течение 25 лет автор статей для фундаментального издания Prosopographisches Lexikon der Palaiologenzeit. В 1970—1980-е годах изучал сочинения Никифора Григоры и Григория Синаита. Автор многочисленных статей по истории Византийской империи XIII—XV вв. В 1985 году он защитил докторскую диссертацию, посвященную творчеству Григория Синаита.
В 1995 году был приглашен в Екатеринбург на исторический факультет УГУ им. А. М. Горького. Преподавал греческий язык, спецкурсы по истории Византии. Подготовил кандидатов и докторов наук. В 1997 году под его руководством был создан кабинет византинистики, оснащенный техникой и книжными фондами. С 1997 по 2009 годах в составе редколлегии сборника «Античная древность и средние века». В 1997 году получил звание почетного доктора Уральского государственного университета. Умер 16 апреля 2011 года в Екатеринбурге.